# Baratin Lukács
Baratin Lukács (Szeged, 1470 körül – Csázma, 1510. szeptember 22.) – zágrábi püspök.

## Életpályája
A csanádi káptalan segítségével itáliai egyetemeken tanult, 1483-1487 között sebesi főesperes kanonok, 1491-től boszniai püspök és királyi kincstárnok volt, 1500. júliusától az Esztergom alá tartozó Zágráb székére helyezték át, ahonnan szülővárosa, a szeged-palánki Dömötör-templom javára jelentős alapítványt. Laki Thuz Osváth püspök hagyatékából a templomba stallumot és orgonát építtetett, valamint 4 oltárképet is festetett. 
1508. június 4-én Székesfehérváron részt vett II. Lajos király koronázásán, sőt aláírásával hitelesítette a fiatal uralkodó koronázási esküjét is, amelyben megfogadta, hogy az ország törvényeit és a rendek érdekeit mindig szem előtt tartja.
1509-1511 között Velencében kinyomatta a zágrábi misszálét. Ivanicsban ferences kolostort alapított; a kpalotát várkastéllyá építtette. 
Nevét zágrábi püspökként 1510. július 23-án említették utoljára, de előtte május 29-én székét már üresként jelezték. 
Csázmán hunyt el 1510. szeptember 22-én, síremléke a 2020-as zágrábi földrengéskor került elő.
Halála után a püspökség javait 1511-1518 között Bakócz Tamás kezelte. Utóda a boszniai széken 1493-tól Polnár Gábor OP, 1500-ban a csanádi széken: Csáky Miklós, a zágrábin pedig 1511. május. 9-től Erdődy János lett.